# Livonia (Indiana)
Livonia es un pueblo ubicado en el condado de Washington en el estado estadounidense de Indiana. En el Censo de 2010 tenía una población de 128 habitantes y una densidad poblacional de 47,57 personas por km².

## Geografía
Livonia se encuentra ubicado en las coordenadas 38°33′2″N 86°16′35″O / 38.55056, -86.27639. Según la Oficina del Censo de los Estados Unidos, Livonia tiene una superficie total de 2.69 km², de la cual 2.69 km² corresponden a tierra firme y (0.19%) 0.01 km² es agua.

## Demografía
Según el censo de 2010, había 128 personas residiendo en Livonia. La densidad de población era de 47,57 hab./km². De los 128 habitantes, Livonia estaba compuesto por el 99.22% blancos, el 0% eran afroamericanos, el 0% eran amerindios, el 0% eran asiáticos, el 0% eran isleños del Pacífico, el 0% eran de otras razas y el 0.78% pertenecían a dos o más razas. Del total de la población el 0% eran hispanos o latinos de cualquier raza.